# Sóller-Tunnel

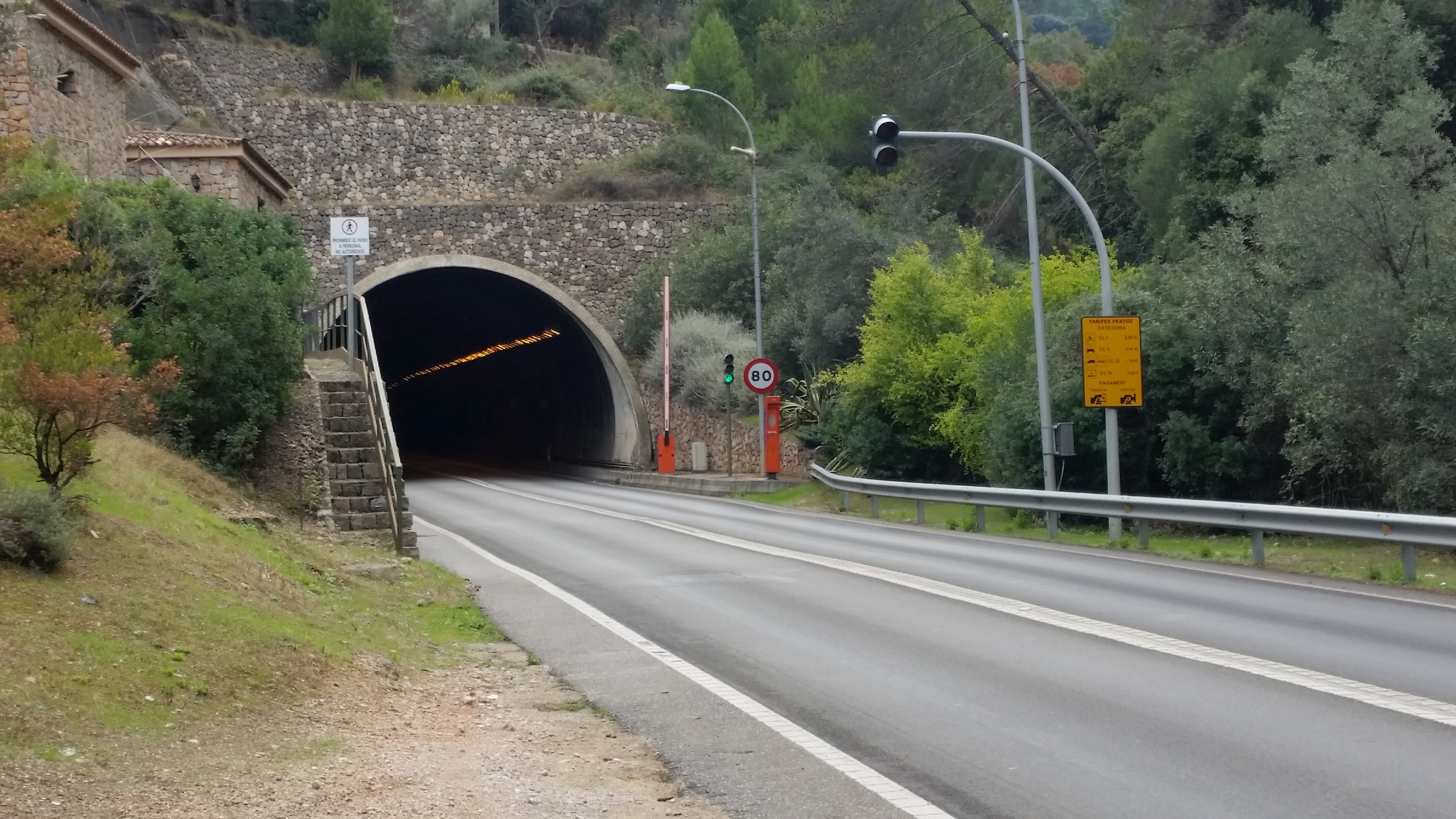
Tunneleinfahrt der Nordseite

Der Sóller-Tunnel (Tunel de Sóller) ist ein Straßentunnel auf der Baleareninsel Mallorca in der Sierra de Alfàbia im nördlichen Teil der Serra de Tramuntana.

## Architektur und Geschichte
Der 3.023 Meter lange Tunnel mit einer zweispurigen Röhre ist Teil der Straße Ma-11, welche die Hauptstadt Palma mit dem Hafen Port de Sóller verbindet. Der Bau begann am 10. Oktober 1989 und sollte innerhalb von 30 Monaten fertiggestellt werden. Die Kosten waren mit 4,5 Milliarden Peseten veranschlagt. Es ergaben sich jedoch erhebliche Verzögerungen und Kostensteigerungen. Der Tunneldurchstich gelang im Februar 1995. Letztlich wurde der Tunnel 1999 eingeweiht. Seitdem kann die langwierige Fahrt über die über den Coll de Sóller führende, 63 Haarnadelkurven umfassende Passstraße vermieden werden.
Der Konzessionsvertrag für den Bau und Wartung wurde zwischen der Balearenregierung und Globalvia geschlossen. Der durchschnittliche Verkehr zwischen der Stadt Sóller und dem Hafen betrug 7.752 Fahrzeuge pro Tag (Stand 2010). Zunächst war der Sóller-Tunnel mautpflichtig. Zum 29. Dezember 2017 wurde die Mautpflichtigkeit jedoch vorzeitig aufgehoben. Die eigentlich bis 2022 laufende Konzession wurde seitens der öffentlichen Hand vorzeitig mit einer Entschädigungszahlung beendet. Über die Höhe der Zahlung war ein Gerichtsverfahren anhängig.
Im Januar 2018 ließ der Inselrat eine Tafel entfernen, die an die Einweihung des Sóller-Tunnels durch den wegen Korruption verurteilten ehemaligen Inselpräsidenten Jaume Matas erinnerte.

## Trivia
Nach einer Studie des spanischen Automobilclubs Real Automóvil Club de España (RACE) zählte der Tunnel im Jahre 2003 zu den 25 gefährlichsten Tunnelanlagen in ganz Europa.